# Thysanosturmia scutellaris
Thysanosturmia scutellaris är en tvåvingeart som beskrevs av Townsend 1927. Thysanosturmia scutellaris ingår i släktet Thysanosturmia och familjen parasitflugor. Inga underarter finns listade i Catalogue of Life.